# اری سندای
اری سندای (انگلیسی: Eri Sendai; ۳۰ اکتبر ۱۹۸۱ –) صداپیشه، و بازیگر خردسال اهل ژاپن بود.